# Berner Alpen im weiteren Sinne (SOIUSA)

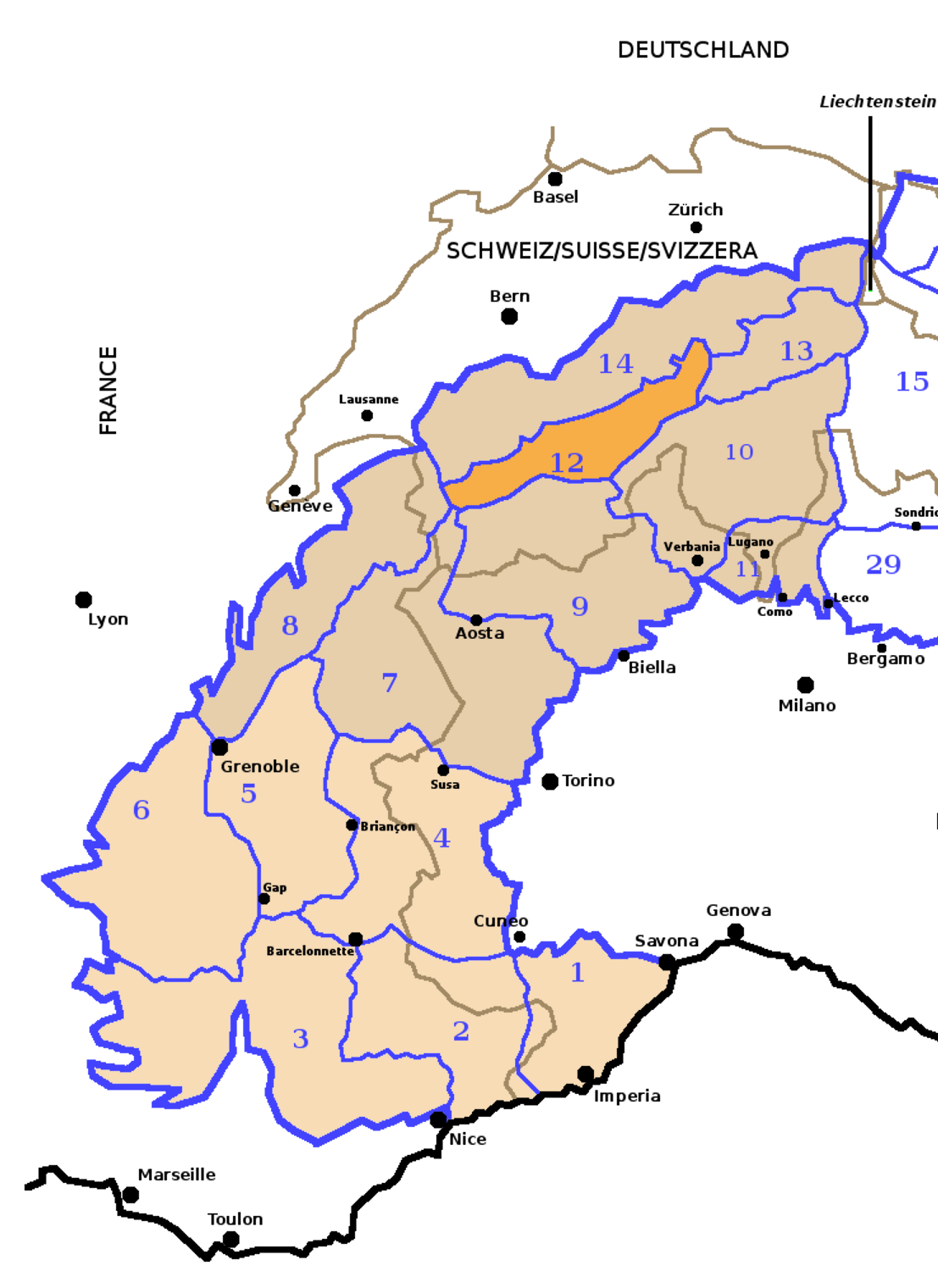
Die Berner Alpen im weiteren Sinne (Sektion. 12) innerhalb der Westalpen.

Die Berner Alpen im weiteren Sinne sind eine Gebirgsgruppe in den Westalpen. Sowohl in der SOIUSA-Gebirgsklassifikation als auch in der Partizione-delle-Alpi-Einteilung werden sie als Abschnitt 12 geführt.
Der höchste Berg ist das Finsteraarhorn mit 4274 m ü. M.

## Begrenzungen
Sie grenzen
- im Norden an die Schweizer Voralpen begrenzt durch (von West nach Ost) Gryonne-Tal, Col de la Croix, Dar, Stigellegi, Simme, Geilsbach, Kandertal, Hohtürli, Sefinental, Trümmeltal, Imfysteren Graben, Grosse Scheidegg, Reichenbach, Aare, Gental, Jochpass, Grosstal und Isital
- im Westen an die Savoyer Voralpen getrennt durch die Rhone
- im Südwesten an die Walliser Alpen begrenzt durch das Rhonetal
- im Südosten an die Lepontinischen Alpen getrennt durch Goms, Furkapass, Garschen, Ursern und Furkareuss
- im Osten an die Glarner Alpen im weiteren Sinne begrenzt durch Reuss und Reusstal

## Gliederung
Die Berner Alpen stellen eine langgezogene Gruppe im Bereich des Alpennordrands dar. Sie bestehen gemäss SOIUSA aus folgenden Unterabschnitten:
- Berner Alpen im engeren Sinne im Zentrum (Finsteraarhorn 4274 m ü. M.)
- Urner Alpen im (Nord-)Osten (Dammastock 3630 m ü. M.)
- Waadtländer Alpen im (Süd-)Westen (Les Diablerets 3216 m ü. M.)

Die Grenzen dieser drei Gruppen zueinander werden am Grimselpass respektive am Sanetschpass gesehen.